# Turok (jogo eletrônico)
Turok é um jogo eletrônico do gênero tiro em primeira pessoa vagamente baseado na série de histórias em quadrinhos homônima, desenvolvido pelas produtoras Propaganda Games e Aspyr Media e publicado pela Touchstone Games e Capcom para as plataformas Xbox 360, PlayStation 3 e Microsoft Windows.